# Georges Wolinski

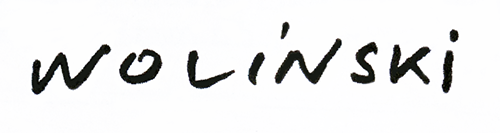
Firma di Wolinski

Georges David Wolinski (Tunisi, 28 giugno 1934 – Parigi, 7 gennaio 2015) è stato un fumettista francese.

## Biografia
Nato in Tunisia da genitori ebrei, padre (Siegfried Wolinski) polacco e madre (Lola Bembaron) di origine italiana, perse il padre all'età di due anni, assassinato nel 1936. La madre fu ricoverata in un sanatorio per tubercolosi e fu cresciuto dai nonni. Con la madre si trasferì in Francia, a Briançon, nel 1945, poco dopo la seconda guerra mondiale. Nel 1952 si trasferì con la famiglia a Parigi dove studiò prima al liceo Marcellin Berthelot e poi architettura. Dopo la laurea cominciò a lavorare come disegnatore.

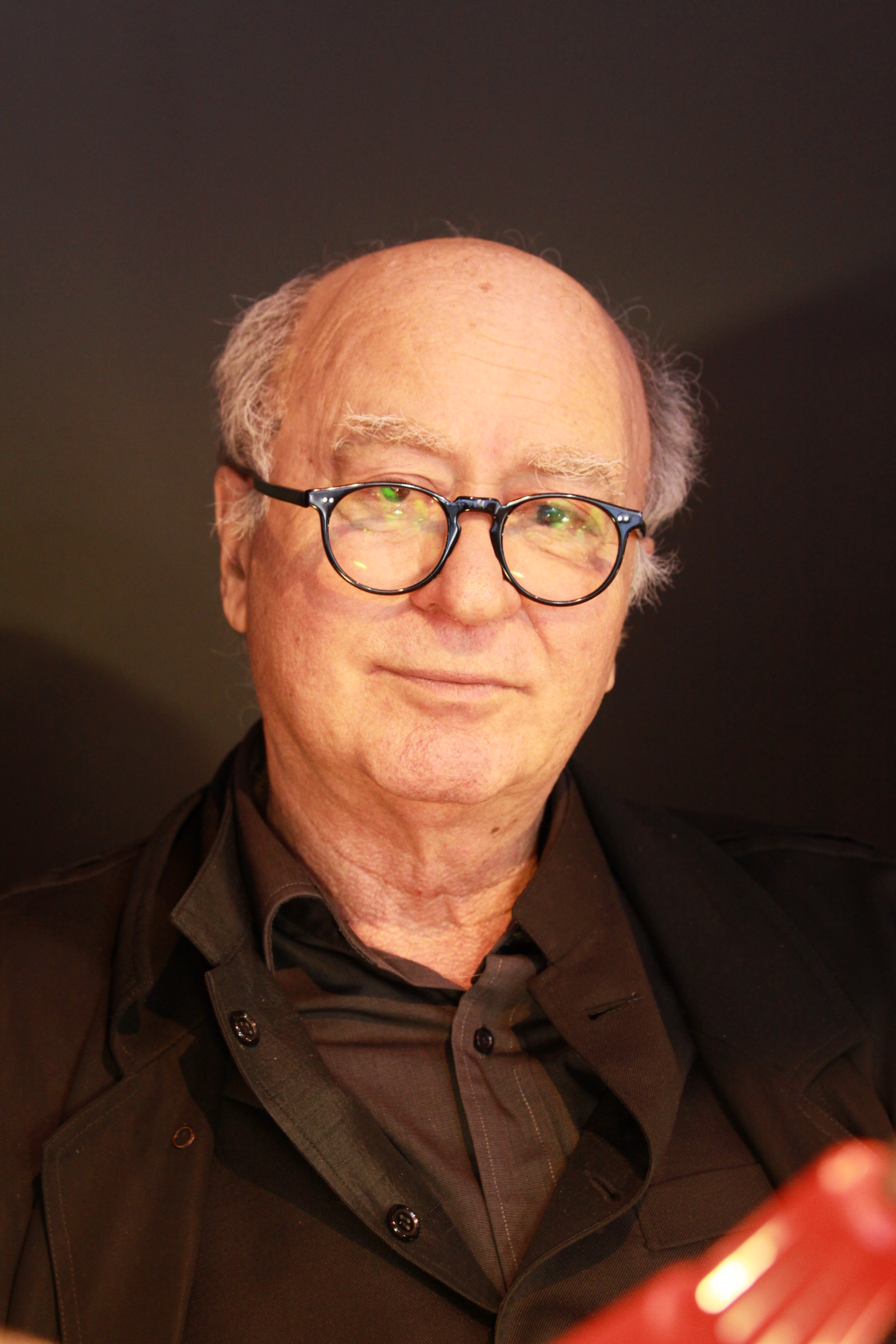
Georges Wolinski al Salone del libro di Parigi nel 2011

Wolinski esordì come disegnatore per la rivista Hara-Kiri; seguirono quindi Action, Paris-Presse, Hara-Kiri Hebdo, Charlie Hebdo, L'Humanité, e infine Paris Match. Fu capo redattore di Charlie Mensuel. 
Furono i fatti del 1968 a farlo conoscere attraverso la rivista Action e a dargli popolarità.
È stato scritto che inizialmente il suo lavoro oscillava su tre diversi stili, «la sua maniera di disegnare era barocca e grottesca» per fissarsi poi su un modo di disegnare che ricordava quello di Copi. Caratterizzava i suoi personaggi concentrandosi sulla loro espressività. Similmente al suo collega Reiser «i loro personaggi sono sempre espressivi a differenza di altri i quali, nonostante tutti i virtuosismi, sono freddi e scolastici».
Nei primi anni '70 Wolinski collaborò con Georges Pichard creando il personaggio di Paulette, a sfondo erotico e politico. Si sposò nel 1972 con Maryse Wolinski da cui ebbe una figlia, Elsa (1974).

La satira di Wolinski faceva ampio uso di doppi sensi e aveva un taglio caustico nel rappresentare il cinismo quotidiano, ironizzando su tabù sociali e religiosi, e sul politicamente corretto: 
(da una vignetta satirica di Wolinski)
In Italia i suoi lavori apparvero tra gli altri sul mensile Linus (dove compare la versione tradotta di Paulette) e sui settimanali Il Male e Cuore.
Nel 2005 vinse il Grand Prix de la ville d'Angoulême.
Fu ucciso a 80 anni il 7 gennaio 2015 in un attacco terroristico alla sede del giornale satirico francese Charlie Hebdo, compiuto da estremisti islamici. È sepolto al cimitero di Montparnasse, gli è accanto la moglie Maryse.
L'asteroide 293499 Wolinski è stato intitolato in suo onore.

## Il fumetto
Inserito nell'Enciclopedia Sansoni viene presentato come «uno dei più feroci e irriverenti giovani umoristi francesi che si scaglia contro i miti della società contemporanea». Già Ranieri Carano in un numero di Linus del 1968 aveva parlato del disegnatore in questi toni: «Nei suoi stilizzati personaggi visti senza pietà, nei suoi raccontini agri e beffardi, c'è una ironia secca e spietata». L'autore si colloca quindi nella storia del fumetto e della cultura di massa, quella cultura condivisa da tutti analizzata da Umberto Eco in Apocalittici e integrati. Wolinski ha parlato di autori che ritiene geniali e quindi maestri del genere, appartenenti alla storia del fumetto, quali Benito Jacovitti o Elzie Crisler Segar, ritenuto dal disegnatore francese un autentico genio della Bande dessinée.

## Opere
- Histories lamentables, Éditions Hara-Kiri, Paris 1965
- Carnet de croquis, Jean-Jacques Pauvert Éditeur, Paris 1966
- Ils ne pensent qu'à ça, Denöel, Paris, 1967
- Je ne pense qu'à ça, Jean Jacques Pauvert, Paris 1968
- Per il tuo bene cara, De Carlo Editore, Bologna 1968
- L'erotismo non passerà, Edizioni della vetra, Milano 1972
- Paulette di Georges David Wolinski, Georges Pichard, Milano Libri, Milano 1975
- È duro essere padroni, Bompiani, Milano 1978
- Il mio corpo è il loro, Milano Libri Edizioni, Milano 1980
- Ti ho reso felice cara? Vademecum degli anni 80, Glénat, Milano 1986
- Non ci sono più uomini, Granata, Bologna 1990
- Tutto va troppo in fretta, Glénat Italia, Milano 1992
- Je montre tout. Ma vie historique, Charlie Hebdo Hors-Série n° 14 H, Préface de Philippe Val, Paris 2001
- Abbasso l'amore, Mare Nero, Roma 2002